# Плетикоса, Стипе
Сти́пе Плетико́са (хорв. Stipe Pletikosa; род. 8 января 1979[…], Сплит) — хорватский футболист, вратарь.

## Клубная карьера

### Ранняя карьера
Выступал за «Хайдук» Сплит (1996—2003). В 2002 был признан лучшим футболистом Хорватии. Несколько раз его приглашали перейти в загребское «Динамо», но голкипер всегда отвечал отказом. Отец Стипе, болельщик «Хайдука», сказал: «Ты можешь туда пойти, только если поменяешь фамилию».
В 2003 году вместе с одноклубником Дарио Срной перешёл в украинский клуб «Шахтёр» (Донецк). Сумма трансфера составила 2 млн евро.
В сезоне 2004/05 потерял место в основном составе, проиграв конкуренцию Яну Лаштувке. Вернулся в «Хайдук» на правах аренды, но сезон 2006/07 начал в «Шахтёре».

### «Спартак» (Москва)

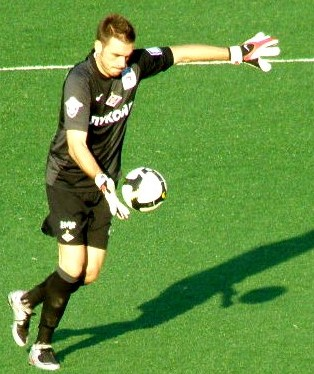
Плетикоса в «Спартаке»

7 марта 2007, в последний день трансферного окна в России, заключил с московским «Спартаком» трёхлетний контракт. Сумма трансфера составила 3 миллиона евро.
Дебютировав 18 марта 2007 года в матче с «Амкаром», провёл в чемпионате России 63 матча подряд. И только через два года, 18 апреля 2009 года, на матче с «Тереком» Плетикоса впервые оказался на скамейке запасных, и его место в воротах красно-белых занял молодой Сослан Джанаев. После этого Стипе Плетикоса принял участие только в одном матче подопечных Валерия Карпина — в рамках 1/16 финала Кубка России по футболу 2009/10. Более того, несколько раз он и вовсе оказывался за пределами заявки.
В начале лета агент Плетикосы рассказал в интервью, что подыскивает для своего клиента новую команду. По данным на 11 июля находился на просмотре в «Селтике». 18 июля 2011 года Плетикоса по обоюдному согласию расторг контракт со «Спартаком», при этом сам вратарь из-за этого потерял много денег; разрыв контракта был обусловлен интересом к вратарю со стороны «Селтика», который, однако, чуть позже отказался от подписания договора с хорватом.

#### «Тоттенхэм»
2 июня 2009 года. Интерес к вратарю проявлял английский «Тоттенхэм Хотспур», но за несколько дней до закрытия трансферного окна на тренировке Плетикоса получил серьёзную травму, что поставило крест на возможности его трансфера летом 2009 года.
26 августа 2010 года Харри Реднапп подтвердил переход Стипе в стан «Тоттенхэм Хотспур» на правах полугодовой аренды с возможностью выкупа трансфера футболиста за 2 млн евро. 11 сентября 2010 года Стипе Плетикоса впервые был заявлен за «Тоттенхэм» в официальном матче — столичный клуб сыграл на выезде с «Вест Бромвич Альбионом» 1:1, а Плетикоса весь матч отсидел на скамейке запасных. Стипе так и не сыграл в Премьер-лиге, чем был очень разочарован. Первый матч Плетикосы был против лондонского «Арсенала» за Кубок английской лиги: матч закончился со счётом 4:1 в пользу «Арсенала», 2 мяча были забиты с пенальти. Вернувшись после аренды, начал тренировки с дублем ФК «Томь».

### «Ростов»
В августе 2011 года подписал двухлетнее соглашение с ФК «Ростов».
По итогам сезона 2012/13 Стипе Плетикоса, по мнению болельщиков футбольного клуба «Ростов», был признан лучшим игроком сезона, за что ему был вручен приз. В первом матче сезона 2014/15 впервые в своей карьере пропустил 7 мячей — от московского «Динамо» (3:7).

### «Депортиво Ла-Корунья»
20 декабря 2015 года Плетикоса подписал шестимесячное соглашение с «Депортиво Ла-Корунья». Хорват рассматривался в качестве замены травмированному Фабрисио. Однако Плетикоса провёл всего два матча и завершил карьеру игрока. Последний матч в профессиональном футболе сыграл 14 мая 2016 года против мадридского «Реала» (0:2).

## Выступления в сборной
В составе сборной Хорватии завоевал бронзу на чемпионате мира 1998 среди юношеских команд (до 18 лет). Признавался лучшим вратарём мемориала Ежека 1995 года
Принял участие во всех трёх матчах национальной команды на ЧМ-2002 в Японии и Корее.
Выходил на поле во всех трёх матчах на чемпионате мира 2006 года в Германии.
Принял участие в трёх из четырёх матчей национальной команды на Евро-2008 (пропустил в них 2 гола с игры и 3 — в послематчевой серии пенальти четвертьфинального матча) и во всех трёх на Евро-2012 (пропустил в них 3 гола).
6 февраля 2013 года в товарищеской игре со сборной Южной Кореи в 100-й раз сыграл за национальную команду.
После чемпионата мира 2014 года в Бразилии, где сыграл все три матча (пропустил 6 мячей, по три от бразильцев и мексиканцев), завершил карьеру в сборной. Всего провёл 114 матчей за национальную команду Хорватии.

## Достижения
Командные
«Хайдук»
- Чемпион Хорватии: 2000/01
- Обладатель Кубка Хорватии: 1999/00, 2002/03
- Серебряный призёр Чемпионата Хорватии: 1999/00, 2001/02, 2002/03
- Бронзовый призёр Чемпионата Хорватии: 1998/99

«Шахтёр»
- Чемпион Украины: 2004/05
- Обладатель Кубка Украины: 2003/04
- Обладатель Суперкубка Украины: 2005
- Серебряный призёр Чемпионата Украины: 2003/04

«Спартак»
- Серебряный призёр Чемпионата России: 2007, 2009

«Ростов»
- Обладатель Кубка России: 2013/14

Личные
- Награда «Сердце Хайдука»: 2000, 2002
- Лучший игрок Чемпионата Хорватии: 2001/02
- Хорватский футболист года по версии «Večernji list»: 2002
- В Списках 33 лучших футболистов чемпионата России: № 3 (2007)
- Лучший вратарь Чемпионата России по оценкам «Спорт-Экспресс»: 2007 (ср. оценка — 5,95)
- Награда «Золотой кабан» от болельщиков ФК «Спартак»: 2008[16]
- Награда «Жёлто-синее сердце» от болельщиков ФК «Ростов»: 2012[17], 2013[18]
- Награда «Огненные крылья»: 2013[19]
- Награда статуэткой им. В. В. Понедельника «Лучший игрок сезона 2012/13» по версии фанатов ФК «Ростсельмаш»

## Государственные награды
- Орден «За заслуги перед Ростовской областью» (7 июня 2015)[20]